# Blaosmuziek

## Achtergrond
Blaosmuziek is een single van Gé Reinders. Het is afkomstig van zijn album D'n haof uit 1999. Reinders wilde twee vliegen in een klap slaan. De eerste was een beeld scheppen van een klein Limburgs dorpje op zondagochtend met een kerk, café en de spelende Fanfare Eendracht Nieuwenhagerheide. De tweede was een muzikale uitleg over welke muziekinstrumenten een fanfare gebruikt. Reinders bouwt het in het Limburgs dialect gezongen lied zelf op van achter de piano. Vervolgens zetten de diverse instrumenten, of zoals Reinders het zelf zegt toeters en bellen, stuk voor stuk in.
Ondanks dat de single regelmatig werd gedraaid op de landelijke radiozenders en de regionale radiozender L1, behaalde deze géén notering in zowel de Nederlandse Top 40 op destijds Radio 538 als de publieke hitlijst;  destijds de Mega Top 100 op Radio 3FM, maar past goed in de nostalgische najaarsstemming behorende bij de jaarlijkse NPO Radio 2 Top 2000 van de Nederlandse publieke radiozender NPO Radio 2. De single staat sinds de editie van december 2003 genoteerd in de lijst, met als hoogste notering een 27e positie in 2007.

## Hitnoteringen

### NPO Radio 2 Top 2000
| Nummer met noteringen in de NPO Radio 2 Top 2000 | '03 | '04 | '05 | '06 | '07 | '08 | '09 | '10 | '11 | '12 | '13 | '14 | '15 | '16 | '17 | '18 | '19 | '20  | '21  | '22  | '23  | '24  |
| ------------------------------------------------ | --- | --- | --- | --- | --- | --- | --- | --- | --- | --- | --- | --- | --- | --- | --- | --- | --- | ---- | ---- | ---- | ---- | ---- |
| Bloasmuziek                                      | 261 | 167 | 67  | 67  | 27  | 69  | 114 | 99  | 177 | 254 | 318 | 373 | 439 | 549 | 671 | 831 | 848 | 1105 | 1006 | 1174 | 1220 | 1129 |

1. ↑  Een vetgedrukt getal geeft de hoogste notering aan.
2. ↑  2003 was het eerste jaar met een notering voor dit nummer.

### Evergreen Top 1000
| Evergreen Top 1000 | Evergreen Top 1000 | Evergreen Top 1000 | Evergreen Top 1000 | Evergreen Top 1000 | Evergreen Top 1000 | Evergreen Top 1000 | Evergreen Top 1000 | Evergreen Top 1000 | Evergreen Top 1000 | Evergreen Top 1000 | Evergreen Top 1000 | Evergreen Top 1000 | Evergreen Top 1000 | Evergreen Top 1000 | Evergreen Top 1000 | Evergreen Top 1000 |
| Jaar               | 2008               | 2009               | 2010               | 2011               | 2012               | 2013               | 2014               | 2015               | 2016               | 2017               | 2018               | 2019               | 2020               | 2021               | 2022               | 2023               |
| ------------------ | ------------------ | ------------------ | ------------------ | ------------------ | ------------------ | ------------------ | ------------------ | ------------------ | ------------------ | ------------------ | ------------------ | ------------------ | ------------------ | ------------------ | ------------------ | ------------------ |
| Positie            | -                  | -                  | -                  | -                  | -                  | -                  | -                  | -                  | 279                | 209                | 409                | 223                | 222                | 274                | 282                | 250                |